# Stanisław Wieszczycki
Stanisław Wieszczycki (ur. 4 kwietnia 1921 w Osmolinie, zm. 17 września 2015) – polski reżyser teatralny, aktor teatralny i filmowy.

## Życiorys
W 1960 roku ukończył studia na Wydziale Reżyserskim Państwowej Wyższej Szkoły Teatralnej im. Aleksandra Zelwerowicza w Warszawie (dyplom 1964). Natomiast już w listopadzie 1959 roku debiutował jako reżyser w Teatrze Ziemi Opolskiej w Opolu. Ze sceną tą był związany do 1971 roku, pełniąc również funkcję kierownika artystycznego (1963-1971). W tym okresie reżyserował także w Teatrze im. Juliusza Osterwy w Lublinie (1963) oraz Teatrze im. Wojciecha Bogusławskiego w Kaliszu (1968). Następnie, w latach 1971-1974 pracował w Teatrze im. Aleksandra Węgierki w Białymstoku, a od 1974 do 1987 roku związany był z Teatrem im. Wandy Siemaszkowej w Rzeszowie, gdzie przez wiele lat piastował stanowisko dyrektora naczelnego i artystycznego (lata 1974-1979 oraz 1984-1987). Ponadto kierował zespołem Estrady Rzeszowskiej (do 1984), a w latach 1983-1984 reżyserował w Teatrze im. Ludwika Solskiego w Tarnowie.
W 1980 roku stworzył swoją jedyną kreację filmową - rolę sędziego w filmie "Pałac" (reż. Tadeusz Junak). Ponadto wyreżyserował jeden spektakl Teatru Telewizji ("Lekkomyślna siostra" Włodzimierza Perzyńskiego w 1982 roku) oraz wystąpił w jednym ze spektakli (1980).
Został pochowany na cmentarzu komunalnym na Majdanku w Lublinie.

## Nagrody i odznaczenia:

### Odznaczenia[1]
- Odznaka 1000-lecia Państwa Polskiego (1967)
- Odznaka „Zasłużony Działacz Kultury” (1968)
- Złoty Krzyż Zasługi (1969)
- Honorowa Odznaka za zasługi dla Opolszczyzny (1969)
- Medal 30-lecia Polski Ludowej (1975)
- Krzyż Kawalerski Orderu Odrodzenia Polski (1985)

### Nagrody[2]
- I Festiwal Teatrów Śląska i Opolszczyzny we Wrocławiu (1960) - nagroda za poszukiwania artystyczne dla zespołu Teatru Ziemi Opolskiej za przedstawienie "Zygmunt August i Barbara" Stanisława Wyspiańskiego
- Śląska Wiosna Teatralna (1963) - nagroda za reżyserię przedstawienia komedii rybałtowskiej "Jak Matyasz wojaczki kosztował"
- Festiwal Sztuk Rosyjskich i Radzieckich w Katowicach (1963) - wyróżnienie za reżyserię przedstawienia "Zamieć" Leonida Leonowa